# Амиранлар
Амиранлар (азерб. Əmiranlar) — село в Ходжавендском районе Азербайджана, является центром Амиранларского сельского административно-территориального округа.

## География
Село Амиранлар входит в состав Амиранларского сельского административно-территориального округа Ходжавендского района, при этом село Амиранлар является центром этого сельского административно-территориального округа. Расположено на высоте 400 м. Расположено в 2 км к северо-востоку от районного центра — города Ходжавенд.

## История
При советской власти на 1977 год село Амиранлар входило в состав Мартунинского (ныне город Ходжавенд) посёлкового Совета Мартунинского района Нагорно-Карабахской Автономной Области (НКАО) Азербайджанской ССР.
2 сентября 1991 года на совместной сессии Нагорно-Карабахского областного и Шаумяновского районного Советов народных депутатов была принята Декларация о провозглашении Нагорно-Карабахской Республики в границах Нагорно-Карабахской автономной области (НКАО) и сопредельного Шаумяновского района Азербайджанской ССР.
Законом Азербайджанской Республики от 26 ноября 1991 года Нагорно-Карабахская Автономная Область была упразднена, город Мартуни был переименован в Ходжавенд, а Мартунинский район был переименован в Ходжавендский. В настоящее время село Амиранлар является центром Амиранларского сельского административно-территориального округа Ходжавендского района Азербайджана.
В связи с Карабахским конфликтом село 2 октября 1992 года было занято армянскими вооружёнными формированиями и попало под контроль непризнанной Нагорно-Карабахской Республики (НКР). И согласно административно-территориальному делению непризнанной республики, располагалось в Мартунинском районе НКР и называлось Каджаван (арм. Քաջավան).
Согласно Трёхстороннему Заявлению в ночь с 9 по 10 ноября 2020 года, подписанному по итогам Второй карабахской войны, село перешло под контроль Российских миротворческих сил.
В результате боевых действий в сентябре 2023 года Азербайджан восстановил свой контроль над селом.

## Экономика
До октября 1992 года население занималось зерноводством, виноградарством, огородничеством и животноводством. В селе были средняя школа, клуб, библиотека, почта, родильный пункт, ткацкая фабрика.